# Mediodactylus heterocercus
Mediodactylus heterocercus är en ödleart som beskrevs av Blanford 1874. Mediodactylus heterocercus ingår i släktet Mediodactylus och familjen geckoödlor. Inga underarter finns listade i Catalogue of Life.
Denna geckoödla förekommer i sydöstra Turkiet, norra Syrien, norra Irak samt i angränsande områden av Iran. En avskild population hittades nära Persepolis längre österut. För denna population behövs bekräftelse att den tillhör arten. Individerna vistas i kulliga områden och i bergstrakter mellan 400 och 1000 meter över havet. Mediodactylus heterocercus lever i klippiga landskap med glest fördelad växtlighet som buskar. De är aktiva på natten och besöker ruiner samt förvaringsbyggnader. Honor lägger ägg.
För beståndet är inga hot kända och hela populationen anses vara stabil. IUCN kategoriserar arten globalt som livskraftig.